# Everardo Armenta junior
Everardo Armenta Junior (* 20. Mai 1968 in Los Mochis, Mexiko) ist ein ehemaliger mexikanischer Boxer und Ranglistenführender im Halbschwergewicht.

## Leben
Everardo Armenta wurde als letztes von drei Kindern geboren. Er fing bereits mit zwölf Jahren an zu boxen und gewann in der Zeit mehrere mexikanische Junioren-Meisterschaften. Nach einer erfolgreichen Amateurkarriere beschloss er Ende 1987 ins Profilager zu wechseln.

### Profikarriere
Im Frühjahr 1988 wechselte Armenta ins Profilager. Seinen ersten Profikampf bestritt er am 7. September 1988 gegen José Torres. Diesen konnte er in der zweiten Runde durch Technischen Knockout (TKO) besiegen.
Die meisten seiner Aufbaukämpfe konnte er für sich entscheiden, einzig Nestor Maciel, ein späterer Europameister, konnte ihn in zwei Kämpfen zwei Mal durch KO in der vierten bzw. dritten Runde bezwingen. Kurz darauf gewann er gegen Enrique Noriega den Mexikanischen Halbschwergewichttitel. Diesen verteidigte er vier Mal erfolgreich, bis zu einer Blitz-KO-Niederlage gegen den Weltklasse gehandelten Lupe Aquinto. Auch im nächsten Kampf gegen Frank Tate musste er eine Niederlage hinnehmen. Dieser schlug ihn in der achten Runde drei Mal KO und gewann somit durch TKO. Bis dahin hatte Armenta keinen einzigen Wirkungstreffer landen können.
Nachdem er später die beiden Boxer Joaquin Felix und Cesar Rendón durch KO besiegen konnte, stieg er zum Ranglistenersten des Weltverbandes WBO auf und durfte somit deren Träger Dariusz Michalczewski herausfordern, der mit gerade mal 27 Kämpfen noch am Anfang seiner Karriere war und erst später drei der vier Weltverbände vereinigen konnte. Gegen Michalczewski hatte Armenta erwartungsgemäß keine Chance und verlor in der fünften Runde durch KO.
Das Rematch gegen Frank Tate ging umstritten an Tate, nachdem Armenta, mit Punkten deutlich vorne liegend, wegen Schlagens nach dem Trennsignal disqualifiziert wurde. Bis dahin hatte Armenta jede Runde dominiert und den schwer gekennzeichneten Tate oft an den Rand eines KOs gebracht.
Seine nächsten Kämpfe gewann Armenta. Am 23. Juni 1996 kämpfte er gegen Michael Nunn, der als klarer Favorit in den Kampf ging und Armenta durch TKO in der achten Runde besiegte.
Nachdem er 1998 noch einige Kämpfe gegen unbekanntere Gegner bestritten hatte, gab er seinen Rücktritt vom Boxsport bekannt.

### Comeback
2009 versuchte Armenta ein Comeback. Zwischen 2009 und 2010 bestritt er drei Kämpfe, von denen er die letzten beiden gewinnen konnte. Trotz des Comebacks gab er Ende 2010 bekannt, nun endgültig vom Boxsport zurückzutreten.